# Hodgkins
Hodgkins es una villa ubicada en el condado de Cook en el estado estadounidense de Illinois. En el Censo de 2010 tenía una población de 1897 habitantes y una densidad poblacional de 277,65 personas por km².

## Geografía
Hodgkins se encuentra ubicada en las coordenadas 41°45′58″N 87°51′43″O / 41.76611, -87.86194. Según la Oficina del Censo de los Estados Unidos, Hodgkins tiene una superficie total de 6,83 km², de la cual 6,69 km² corresponden a tierra firme y (2,05%) 0,14 km² es agua.

## Demografía
Según el censo de 2010, había 1897 personas residiendo en Hodgkins. La densidad de población era de 277,65 hab./km². De los 1897 habitantes, Hodgkins estaba compuesto por el 66,58% blancos, el 1% eran afroamericanos, el 0,63% eran amerindios, el 0,11% eran asiáticos, el 0% eran isleños del Pacífico, el 30,47% eran de otras razas y el 1,21% pertenecían a dos o más razas. Del total de la población el 46,81% eran hispanos o latinos de cualquier raza.